# VIVO (CASCADEのアルバム)
『VIVO』（ビボ）は、CASCADEの9枚目のオリジナルアルバム。2009年4月15日にアミューズソフトエンタテインメントより発売された。

## 概要
約7年間の解散期間を経て再結成し、その第1弾として発売された。
新曲2曲に加え、過去の楽曲が初期・中期・後期から1曲ずつ選曲され収録されている。
新曲は解散前の楽曲に比べ全体的にポップ感が増している。

## 収録曲
1. 五月雨キミの声
作詞・作曲：MASASHI、編曲：CASCADE
2. トロピカル・パレード
作詞・作曲：MASASHI、編曲：CASCADE
3. Kill Me Stop
作詞：TAMA、作曲：MASASHI、編曲：CASCADE
初期からの選曲。メジャーデビューアルバム『VIVA!』収録曲。
4. FLOWERS OF ROMANCE
作詞：TAMA・MASASHI、作曲：MASASHI、編曲：CASCADE・TAKESHI FUJII
6枚目のシングル。中期からの選曲。発売前には「YELLOW YELLOW FIRE」が収録されるという噂もあった。
5. Sexy Sexy,
作詞：MASASHI・TAMA、作曲：MASASHI、編曲：CASCADE・COZY KUBO
13枚目のシングル。後期からの選曲。